# 1er corps d'armée colonial
Pour les articles homonymes, voir 1er corps d'armée.
Le 1er corps d'armée colonial est une unité de l'armée de terre de l'armée française issu du Corps d'armée colonial.

## Création et différentes dénominations
- Corps d'armée colonial
- Mobilisation: 1er Corps d'armée Colonial (Appellation organique) qui se dédouble en juin 1915 avec la création du 2e corps d'armée colonial.
- 11 février 1919 : Corps d'Armée Colonial

## Chef de corps
- 14 octobre 1904 : Général Archinard
- 4 septembre 1911 : Général Vautier
- 13 avril 1914 : Général Lefèvre
- 22 janvier 1915 : Général Gouraud
- 29 avril 1915 : Général Berdoulat
- 19 juillet 1917 - 15 octobre 1924 : Général Mazillier
- 17 octobre 1924 - 3 juin 1925 : Général Claudel
- 1939 - 1940 : Général Germain

## Première Guerre mondiale

### Composition
- 2e Division d'Infanterie Coloniale (Général Mordrelle)

22e Régiment d'Infanterie Coloniale
24e Régiment d'Infanterie Coloniale
43e Régiment d'Infanterie Coloniale
1er Régiment d'Artillerie Coloniale
- 3e Division d'Infanterie Coloniale (Général Puyperoux)

7e Régiment d'Infanterie Coloniale
21e Régiment d'Infanterie Coloniale
23e Régiment d'Infanterie Coloniale
2e Régiment d'Artillerie Coloniale
- 134e Division d'Infanterie (Général Petit)

22e Régiment d'Infanterie
24e Régiment d'Infanterie
43e Régiment d'Infanterie
40e Régiment d'Artillerie
- Artillerie de Corps d'Armée

3e Régiment d'Artillerie Coloniale
109e Régiment d'Artillerie

### Historique

#### 1914
- 7 - 14 août : transport par V.F., dans la région Bar-le-Duc, Vaubecourt.
- 11 - 22 août : mouvement offensif en direction de Neufchâteau (Belgique), par Jubécourt, Montfaucon-d'Argonne, Stenay et Chauvency-le-Château.
- 22 - 24 août : engagé dans la bataille des Ardennes, combat vers Rossignol, le bois Saint-Vincent, Termes, Jamoigne, Valansart et Pin.
- 24 août - 6 septembre : repli sur la Meuse, dans la région Inor, forêt de Jaulnay. Engagé dans la bataille de la Meuse.

À partir du 28 août, continuation du repli vers La Croix-aux-Bois.
30 août : mouvement offensif en direction de Châtillon-sur-Bar, 31 août combat vers Les Petites-Armoises et Brieulles-sur-Bar.
À partir du 1er septembre, continuation du repli par Cernay-en-Dormois, Auve, Vanault-les-Dames, jusque dans la région Saint-Remy-en-Bouzemont, Thiéblemont-Farémont.
- 6 - 14 septembre : engagé dans la bataille de la Marne.

6 - 11 septembre : bataille de Vitry, combat vers Matignicourt-Goncourt, Écriennes, Thiéblemont-Farémont et la ferme du mont Moret.
À partir du 11 septembre, poursuite par Vanault-les-Dames jusque dans la région de bois de Ville, Ville-sur-Tourbe, Massiges.
- 14 septembre - 20 décembre : combats dans cette région, puis stabilisation du front et occupation d'un secteur vers le bois de Ville, Ville-sur-Tourbe, Massiges et la ferme de Beauséjour (guerre de mines).

26 septembre : attaque allemande vers le bois de Ville et la ferme de Beauséjour, contre-attaque française, perte du bois de Ville.
4 octobre : extension du secteur à droite, jusqu'à l'Aisne.
23 octobre : prise de Mezilcourt.
- 20 décembre 1914 - 1er juin 1915 : engagé dans la 1re bataille de Champagne.

20 décembre : prise du calvaire de Beauséjour, contre-attaques allemandes.
28 décembre : attaque française sur la Verrue ; réduction du front à gauche jusqu'à l'est de la ferme de Beauséjour.
3 février 1915 : attaque allemande sur la Main de Massiges.
23 - 27 février : attaques françaises et prise du fortin de Beauséjour. Puis organisation du terrain conquis.
8 - 9 avril : attaques allemandes sur le fortin de Beauséjour, contre-attaque française.
31 mai : front réduit à droite jusqu'à Massiges.

#### 1915
- 1er juin - 14 août : retrait du front et repos dans la région de L'Épine. À partir du 6 juin transport par V.F. dans la région de Picquigny ; repos. À partir du 15 juin, transport par camions dans la région d'Orville ; repos.

5 juillet : mouvement vers Candas ; travaux.
À partir du 14 juillet, transport par V.F. dans la région d'Amiens, vers celle d'Ay et de Vertus ; repos. À partir du 22 juillet transport par V.F. dans la région de L'Épine, puis celle de Valmy ; repos.
- 14 août - 20 décembre : occupation d'un secteur entre l'Aisne et l'ouest de Massiges, le 17 août légère extension du front à gauche jusque vers la cote 180.

25 septembre - 6 octobre : Engagé dans la 2e bataille de Champagne. Du 25 au 30 septembre, puis le 6 octobre, violentes attaques françaises vers Ville-sur-Tourbe, Massiges et le Mont Têtu ; enlèvement de la Main de Massiges. Occupation et organisation des positions conquises entre l'Aisne et Maison de Champagne.
3 - 5 novembre : attaques allemandes et contre-attaques françaises vers le Mont Têtu
- 20 décembre 1915 - 4 janvier 1916 : retrait du front vers Givry-en-Argonne. À partir du 22 décembre, transport par V.F. dans la région de Meaux ; repos.

#### 1916
- 4 - 26 janvier : mouvement par étapes vers le camp de Crèvecœur ; instruction.
- 26 janvier - 15 février : mouvement vers la région de Conty ; repos.
- 15 février - 23 août : mouvement vers le front et à partir du 18 février, occupation d'un secteur entre la Somme et l'Avre.

21 février : attaque allemande par gaz.
12 avril : extension du front à droite jusqu'à Armancourt.
14 avril : réduction à droite, jusqu'à Maucourt.
3 juin : nouvelle réduction, à droite jusqu'à Fontaine-lès-Cappy.
1er juillet : engagé dans la bataille de la Somme, offensive du 1er juillet, conquête de la première ligne allemande de Frise à Dompierre-Becquincourt.
2 juillet : prise d'Assevillers, le 3 juillet prise de Flaucourt, le 4 juillet prise de Belloy-en-Santerre, le 9 juillet prise de Biaches et de la Maisonnette et le 11 juillet prise du bois Blaise.
4 - 13 juillet : extension du front à droite au nord d'Estrées.
10, 12 et 20 juillet : attaques françaises sur Barleux et Villers-Carbonnel.
23 juillet : réduction du front à droite jusqu'au nord-est de Belloy-en-Santerre.
30 juillet : attaque française sur Horgny.
22 août : réduction à droite, jusqu'au nord de Barleux.
- 23 août - 13 octobre : retrait du front, transport vers la région de Clermont ; repos.
- 13 octobre - 26 novembre : mouvement vers la région de Grandvilliers ; repos et instruction.
- 26 novembre 1916 - 21 mars 1917 : mouvement vers la région de Montdidier, puis à partir du 1er décembre, occupation d'un secteur au nord-ouest du bois des Loges, étendu le 6 décembre vers Andechy.

guerre de mines à Beuvraignes.
27 décembre : coup de main français à Beuvraignes.
23 et 29 janvier 1917 : réductions successives du secteur à gauche jusqu'à Tilloloy.
À partir du 16 mars, poursuite des troupes allemandes après leur repli. Prise de Beuvraignes, poursuite vers Jussy, franchissement du canal Crozat.

#### 1917
- 21 mars - 5 avril : retrait du front, mouvement par étapes vers Pierrefonds puis vers Soissons.
- 5 avril - 15 mai : occupation d'un secteur entre Quincy-Basse et l'Aisne.

À partir du 16 avril, engagé dans la bataille du Chemin des Dames. Attaque du bois Mortier et prise du moulin de Laffaux. Organisation des positions conquises.
21 avril : réduction du front à droite jusqu'au nord-est de Nanteuil-la-Fosse.
5 et 6 mai : attaque française sur le Mont des Singes.
- 15 mai - 16 juin : retrait du front, puis transport par V.F. vers Vesoul ; repos et instruction au camp de Villersexel. À partir du 9 juin, mouvement par étapes vers Champagney, Montreux-Vieux.
- 16 juin - 15 juillet : occupation d'un secteur de la frontière suisse à la région de Leimbach.
- 15 - 28 juillet : retrait du front, repos vers Belfort. Puis transport par V.F. dans la région de Château-Thierry ; repos. Puis mouvement vers Courville.
- 28 juillet - 28 novembre : occupation d'un secteur vers Chevreux et le plateau des casemates.

31 juillet : front étendu à gauche vers la ferme Hurtebise et le 29 août jusque vers la ferme de la Creute.
15, 31 août et 18 octobre : attaques locales françaises.
17 novembre : secteur étendu à gauche au nord-est de Cerny-en-Laonnois.
- 28 novembre 1917 - 14 janvier 1918 : retrait du front, repos vers Vandières-sous-Châtillon, puis vers Épernay.

#### 1918
- 14 janvier - 27 mai : mouvement vers le front. À partir du 21 janvier, occupation d'un secteur de la ferme des Marquises à Bétheny.

1er mars : attaque allemande sur le fort de la Pompelle.
28 mars : secteur étendu à gauche jusqu'aux Cavaliers de Courcy.
- 27 mai - 15 juillet : engagement dans la troisième bataille de l’Aisne. Subit vers Courcy, le choc de l'offensive allemande. Violents combats vers le fort de la Pompelle, Ormes et Vrigny. Au début de juin, stabilisation du front vers la Pompelle, les abords de Reims, Ormes et Vrigny.

18 juin : attaque allemande repoussée vers le fort de la Pompelle et Vrigny.
4 juillet : extension du front à droite vers Prunay.
- 15 - 18 juillet : engagement dans la bataille de la Montagne de Reims (quatrième bataille de Champagne), en liaison avec des éléments britanniques et italiens. Repli de la gauche vers la région est de Bligny.
- 18 juillet - 30 septembre : engagé dans la deuxième bataille de la Marne. Combats violents à l'est et à l'ouest de Reims.

À partir du 27 juillet, retraite allemande ; poursuite vers la Vesle jusque dans les régions de Muizon et de La Neuvillette ; dégagement de Reims. Organisation des positions conquises vers Prunay et les abords nord-ouest de Reims.
- 30 septembre - 16 octobre : engagement dans la bataille de Saint-Thierry et à partir du 4 octobre dans l’exploitation de cette bataille. Progression par Isles-sur-Suippe vers le sud d'Herpy.
- 16 octobre - 6 novembre : préparatifs d'offensive et à partir du 20 octobre engagé dans la bataille de la Serre. Combat vers Herpy et Château-Porcien. À partir du 30 octobre, organisation et défense des positions conquises dans la région Herpy, est de Château-Porcien.
- 6 - 11 novembre : retrait du front, mouvement vers Tauxières-Mutry, puis à partir du 10 novembre, transport par V.F. vers Nancy ; préparatifs d'offensive.

### Rattachement
- 1re armée

27 mars - 3 avril 1917
- 2e armée

6 -18 juin 1915
5 - 14 juillet 1915
7 - 28 janvier 1916
20 septembre - 22 décembre 1915
- 3e armée

23 août - 13 octobre 1916
27 novembre 1916 - 27 mars 1917
- 4e armée

2 août 1914 - 6 juin 1915
14 juillet - 10 août 1915
29 mars - 29 mai 1918
- 5e armée

2 décembre 1917 - 29 mars 1918
29 mai - 6 novembre 1918
- 6e armée

22 décembre 1915 - 7 janvier 1916
28 janvier - 23 août 1916
15 octobre - 27 novembre 1916
3 avril - 15 mai 1917
28 octobre - 2 décembre 1917
- 7e armée

15 mai - 18 juillet 1917
- 8e armée

6 - 10 novembre 1918
- 10e armée

18 juin - 5 juillet 1915
18 juillet - 28 octobre 1917
10 - 11 novembre 1918
- Groupement Pétain

10 août - 20 septembre 1915